# روليتس
فريق روليتس، (Roulettes). هي فريق عرض البهلوان الجوي للقوات الجوية الملكية الأسترالية. أنها توفر حوالي 150 عرض الطيران سنويا، في أستراليا والدول الصديقة في جميع أنحاء منطقة جنوب شرق آسيا. تشكل روليتس جزءًا من مدرسة الطيران المركزية (RAAF) التابعة لـ (RAAF) في قاعدة «ساف إيست إيست سيل» في ولاية فيكتوريا.

## التاريخ والتنظيم
شكلت مدرسة الطائر الوسطى (Central Flying School)، بفريقها الرسمي الأول الاستعراضات الجوية في عام 1962، وذلك باستخدام النفاثة (دي هافيلاند فامباير) عدد 35 طائرة. وفي 15 آب / أغسطس 1962 ، تورط الفريق في حادث كبير أسفر عن مقتل خمسة أشخاص وأربع طائرات. تم تشكيل Telstars في فبراير 1963 لا تزال تستخدم طائرات دي هافيلاند فامباير. تم إعادة تجهيزها مع الطائرات ماتشي MB-326 في فبراير 1968، ولكن تم حلها في أبريل 1968 بسبب قيود الميزانية.